# Rodesia (región)
Rodesia (en inglés: Rhodesia), conocida inicialmente como Zambezia o Zambesia, es una región histórica en el sur de África que comprende los territorios de los actuales países de Zambia y Zimbabue, y cuyos límites formales evolucionaron entre las décadas de 1890 y 1980. Fue demarcada y nombrada por la Compañía Británica de Sudáfrica (BSAC), que la gobernó hasta la década de 1920, fecha a partir de la cual fue administrada por diversas autoridades coloniales británicas. Estaba dividida por una frontera natural, el río Zambeze, que la travesaba casi longitudinalmente. El territorio al norte del Zambeze fue nombrado oficialmente Rodesia del Norte por la empresa en 1911, y desde 1964 pasó a llamarse Zambia cuando alcanzó su independencia; el sur, que la compañía denominó Rodesia del Sur en 1911, se convirtió en Zimbabue tras su independencia en 1980. El conjunto de Rodesia del Norte y del Sur a veces se llamaba informalmente como «las Rodesias».
El término «Rodesia» fue utilizado por primera vez en la década de 1890 por los colonos blancos llegados desde la actual Sudáfrica, para referirse informalmente a la región que comprendía los territorios de la BSAC administrados por Cecil Rhodes, el fundador y director general de la compañía. Se utilizó en periódicos desde 1891 y la empresa lo hizo oficial en 1895.

## Toponimia
A finales del siglo XIX los colonos blancos, procedentes principalmente de la colonia del Cabo, se establecieron en lo que se convirtió en Rodesia del Sur en 1890, y cuando se autorizó a la Compañía Británica de Sudáfrica (BSAC) para administrar Rodesia del Noroeste y Rodesia del Noreste, no fue con dichos nombres, sino con los nombres de sus partes constituyentes (Mashonalandia, Matabelelandia, Barotselandia, etc.). Inicialmente, los territorios se denominaron colectivamente Zambesia (nombre preferido de Cecil Rhodes), Charterland (propuesta de Leander Starr Jameson) o territorios BSAC. Rodesia fue el término usado de manera informal por los colonos blancos desde el comienzo de su asentamiento en el área, y era de uso lo suficientemente común como para que los periódicos comenzaran a usarlo en sus artículos desde 1891. En 1892 se usó para el nombre del primer periódico en Salisbury, The Rhodesia Herald. La BSAC adoptó oficialmente el nombre «Rodesia» en mayo de 1895, y el gobierno británico le siguió en 1898.
El primer uso oficial de «Rodesia» fue en realidad para una boma en el lago Moero, establecida en 1892 cerca de la desembocadura del río Kalungwishi bajo la autoridad de Alfred Sharpe, el comisionado británico del Protectorado Británico de África Central (posterior Nyasalandia). Después de que «Rodesia» se convirtiera en el nombre oficial de los territorios en 1895, el nombre de la boma se cambió a Kalungwishi; fue cerrada algunos años después.
Aunque Rodesia del Norte no fue un nombre oficial hasta 1911, cuando se combinaron Barotselandia-Rodesia del Noroeste y Rodesia del Noreste, el nombre se usó de manera informal desde 1895 en adelante para referirse a esos dos territorios colectivamente.
Rodesia del Sur se convirtió en una colonia autónoma del Reino Unido en 1923, se refirió a sí misma simplemente como «Rodesia» de 1964 a 1979, y en 1965 declaró unilateralmente su independencia con ese nombre. A partir de entonces, se rebautizó brevemente como «Zimbabue Rodesia» en 1979.
El uso del término Rodesia para referirse a la región histórica perdió importancia después de que Rodesia del Norte se convirtiera en Zambia en 1964. Desde entonces hasta 1980, el nombre Rodesia comúnmente se refería solo a Rodesia del Sur. Desde 1980, el término no ha sido de uso general, excepto en un contexto histórico.

## Historia
Las dos Rodesias y Nyasalandia fueron conquistadas por Cecil John Rhodes en nombre de Gran Bretaña a finales del siglo XIX, partiendo de Sudáfrica. La situación demográfica y las riquezas descubiertas han diferenciado rápidamente a los tres territorios: Rodesia del Sur fue colonizada intensamente por los británicos que desarrollaron en ella una rica y productiva agricultura para la exportación; Rodesia del Norte formó alrededor del Copperbelt (Cinturón del cobre, zona minera de Zambia) una zona industrial en la que obreros calificados europeos y mano de obra africana cohabitaron con dificultad, y Nyasalandia, más densamente poblada y poco apta para las explotaciones, que sirvió de reserva de mano de obra a los otros dos territorios y a Sudáfrica. La colonización reunió en Rodesia del Sur a mediados de la década de 1970 a casi 275 000 blancos (5 % de la población).

### Independencia

Bandera presidencial de Rodesia.

A partir del período de entreguerras, se introduce en Rodesia del Sur un sistema inspirado en las políticas seguidas en la misma época en Sudáfrica que restringen los derechos sindicales y económicos de los negros. Su expresión política está limitada por el censo y por los criterios de educación. En 1953, los británicos, que intentan preparar la emancipación de sus territorios, agrupan sus posesiones de África central en la Federación de Rodesia y Nyasalandia, destinada a preservar la complementariedad de las tres entidades. Concebida por Londres para garantizar un reparto progresivo del poder, la federación es, no obstante, mantenida por las compañías mineras de Rodesia del Norte y por los colonos de Rodesia del Sur, que ven en ella un modo de perpetuar sus privilegios. Se oponen a los nacionalistas africanos, que se hacen cada vez más violentos después del final de la Segunda Guerra Mundial y desean una llegada rápida a la independencia. Ante los disturbios que se desarrollan en Rodesia del Norte y en Nyasalandia entre 1958 y 1961, Londres acepta disolver la federación y concede en 1964, la independencia a cada uno de estos territorios, en los que los nacionalistas africanos ganaron las elecciones. Tomaron el nombre, respectivamente, de Zambia y Zimbabue.
Nada más alcanzar la independencia, se instauró un régimen racista y segregacionista calcado del de la vecina Sudáfrica. Fue la Sudáfrica del apartheid Bis. La minoría blanca (el 5 % de la población) tenía sometida a la mayoría negra (el resto). Uno de los motivos por el que los colonos blancos decidieron tanto declarar la independencia de manera unilateral como instaurar un régimen que privaba a los negros de sus derechos, fue el miedo a dos cosas:
1. Qué una independencia consensuada con la mayoría negra desencadenase una Revolución social favorable a las aspiraciones de los negros o una Guerra Civil de resultado incierto, que pudiese desembocar en la derrota y expulsión de la minoría blanca, como había ocurrido en Kenia tras la independencia, y
2. La llegada al poder del Partido Laborista y el probable hecho de que este partido otorgase derechos a los negros, acabando con la situación de hegemonía y privilegio de los blancos.

Durante los 15 años que existió la República de Rodesia, esta se convirtió en un dolor de cabeza para los sucesivos Gobiernos laboristas británicos. Si bien Londres, había utilizado la fuerza para reprimir Movimientos de Liberación Nacional en otras colonias suyas como Kenia o Malasia, en Rodesia se negó a intervenir por considerar a los dirigentes rodesianos como compatriotas al ser de origen británico. Además, el régimen racista y ultraderechista que encabeza Ian Smith en Rodesia, a diferencia de las otras colonias si dispone de una Administración y un Ejército organizados y capaces de resistir. Era un riesgo que la diplomacia británica no parecía dispuesta a asumir.
Rodesia, apoyada por Sudáfrica y Portugal, que conservaba todavía su Imperio colonial africano, sufrió pocas sanciones a pesar del carácter excluyente de su régimen, e incluso disfrutaba de un aceptable crecimiento económico. Mientras el régimen rodesiano se negaba a hacer ninguna concesión a la mayoría negra, (no siquiera del tipo gradual y moderado, que les propuso Londres), en el este del país surgía un Movimiento armado de liberación a partir de 1972. Las dos guerrillas (ZAPU) y ZANU, apoyadas por la URSS y China, y disponiendo a partir de 1975 de bases en Mozambique (este país había conseguido la independencia poco antes), se fusionaron en el Frente Patriótico en 1976.
En 1979, los representantes del régimen aceptaron por Referéndum el principio de un régimen multirracial, y las elecciones fueron ganadas por el moderado Abel Muzorewa reforzaron la confianza de los blancos que mantuvieron puestos clave en la Administración Pública. Sin embargo, este Gobierno no fue reconocido por la ONU, que consideraba al Frente Patriótico como el único representante legítimo del país. Se organizaron nuevas elecciones para 1980, supervisadas por Gran Bretaña en tanto que antigua potencia colonial. Estas elecciones fueron ganadas por Robert Mugabe, líder del Frente Patriótico y de la ZANU, y esto llevó a la definitiva independencia (ahora sí, ya nunca más cuestionada por Gran Bretaña) y al cambio de nombre del país, que pasó a llamarse Zimbabue.

### Retirada británica
En los años sesenta y setenta del siglo XX, la descolonización en África central británica ha estabilizado las relaciones entre el gobierno de Londres y las antiguas colonias reunidas en la Mancomunidad de Naciones. La independencia autoproclamada en Rodesia por la minoría blanca estructura el discurso de «África para los africanos». El paso, finalmente pacífico, del poder de los blancos a los negros fue citado como ejemplo de una posible evolución en Sudáfrica.

## Evolución del término

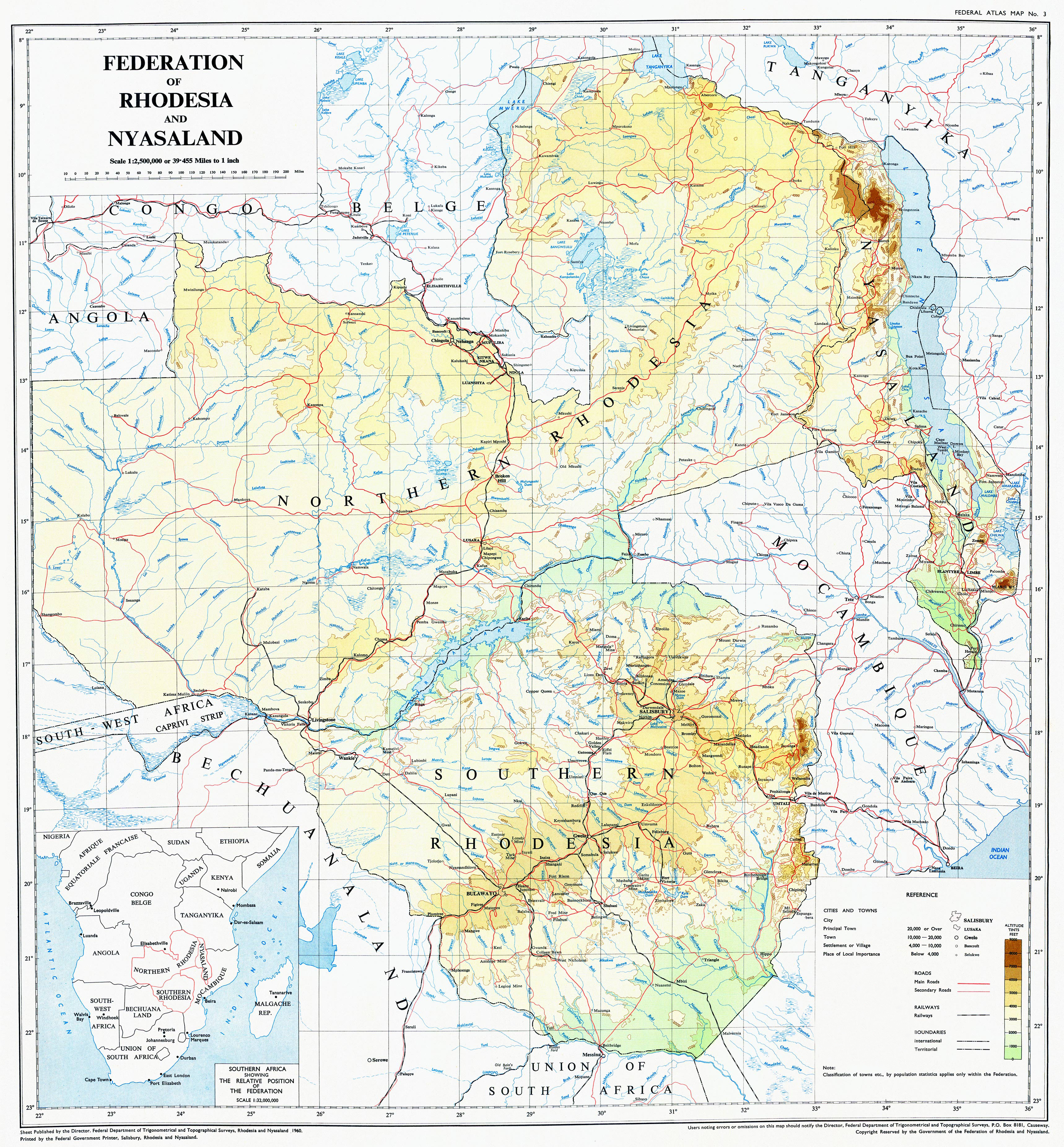
Mapa de la Federación de Rodesia y Nyasalandia mostrando las dos Rodesias y Nyasalandia (actual Malaui) en 1960.

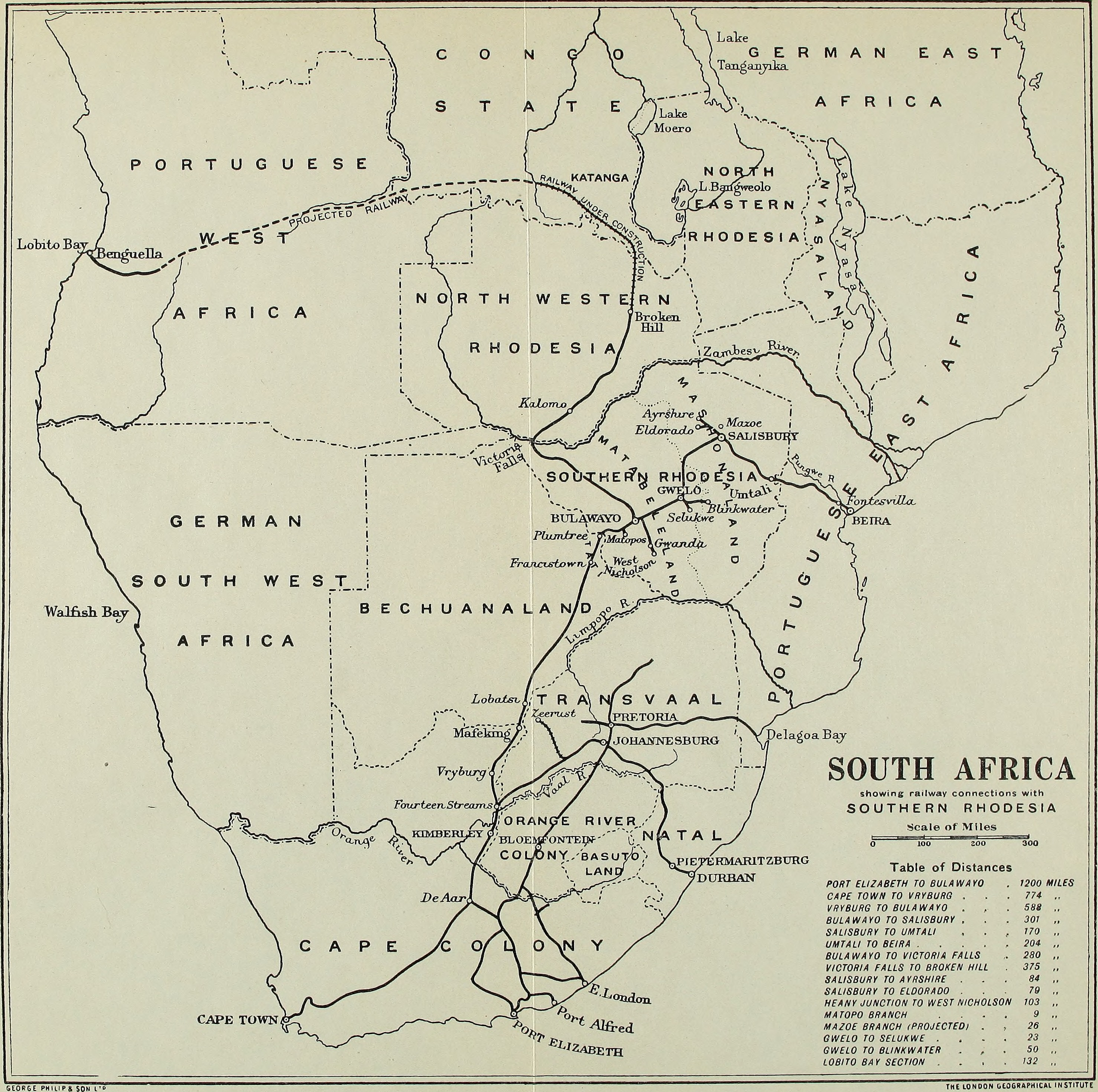
Mapa de los ferrocarriles que atravesaban las Rodesias en 1909.

### Actual Zambia
- Rodesia del Noroeste: administración de la Compañía Británica de Sudáfrica —BSAC— (1890);
- Rodesia del Noroeste y Rodesia del Noreste: protectorados británicos (1893);
- Rodesia del Noreste: administrado por la BSAC (1897);
- Barotselandia-Rodesia del Noroeste y Rodesia del Noreste: unidas pero administradas por separado (1899-1911);
- Rodesia del Norte: protectorado bajo la BSAC (1911-1924);
- Rodesia del Norte: protectorado británico (1924-1953);
- Federación de Rodesia y Nyasalandia: territorio de Rodesia del Norte (1953-1964);
- Zambia: concesión de independencia (1964 en adelante).

### Actual Zimbabue
- Mashonalandia y Matabelelandia: protectorados de la BSAC (1888-1894);
- Zambezia del Sur: combinación de Mashonalandia y Matabelelandia (1894-1895);
- Rodesia: protectorado combinado con Zambezia del Norte (1895-1901);
- Rodesia del Sur —Zambezia del Sur—: separada de Rodesia del Norte (1901-1923);
- Rodesia del Sur: termina el estatuto de BSAC; colonia británica, con autogobierno (1923-1953);
- Federación de Rodesia y Nyasalandia: territorio de Rodesia del Sur, conservando el autogobierno (1953-1964);
- Rodesia del Sur: federación disuelta; colonia británica, conservando el autogobierno (1964-1965);
- República de Rodesia: declaración unilateral de independencia, estado no reconocido: (1965-1979, autodeclarada república desde 1970);
- Zimbabue Rodesia: gobierno de asentamiento interno, también no reconocido (1979);
- Rodesia del Sur: Acuerdo de Lancaster House, gobierno colonial británico temporal (1979-1980);
- Zimbabue: independencia reconocida (1980 en adelante).